# リンゴワイン

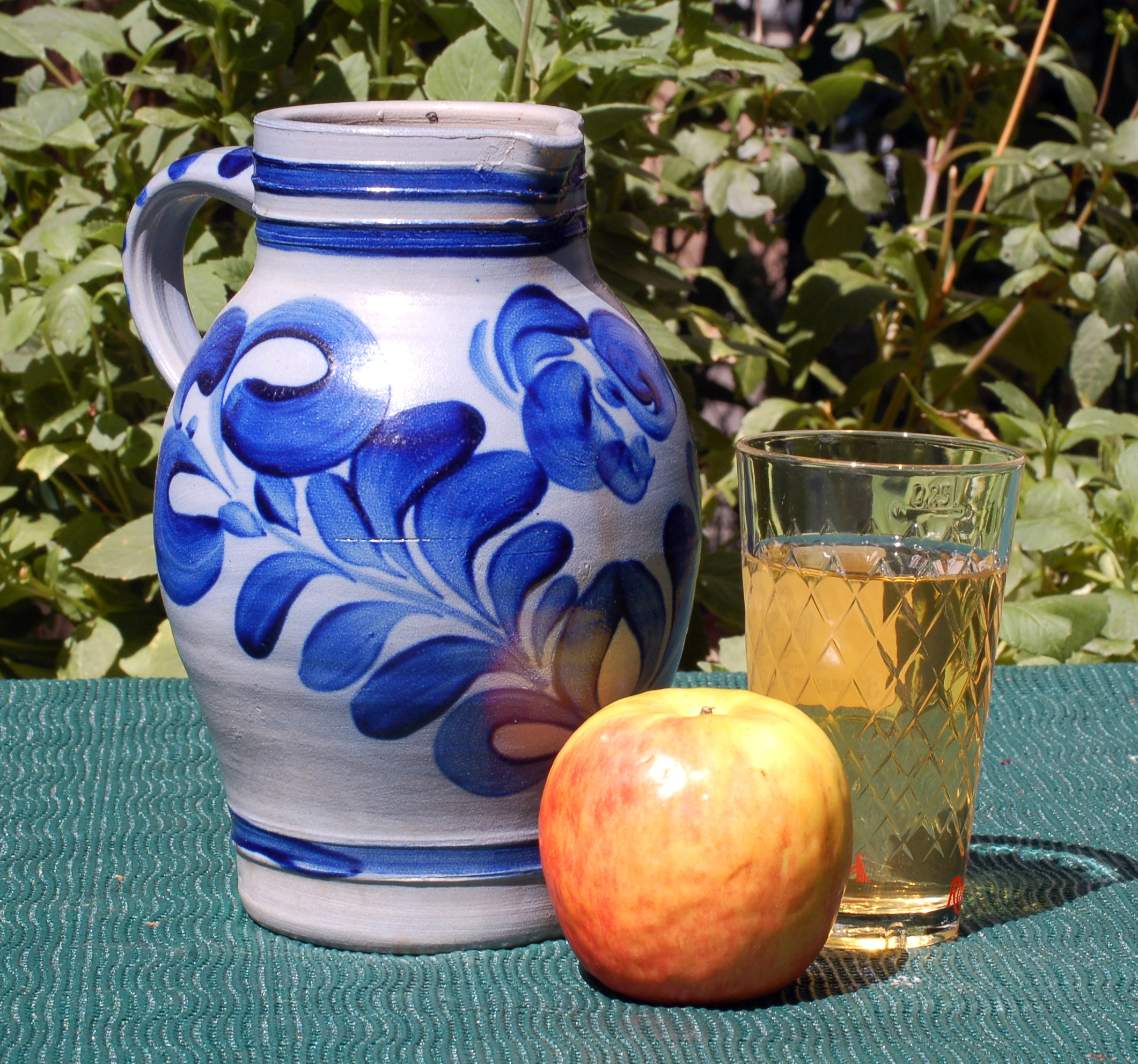
ゲリプテスに注がれたリンゴワインとBembel（リンゴワイン専用容器）

Apfelwein（ドイツでのリンゴワインの名称） 、または Most（オーストリア、スイス、南ドイツでの果実酒の名称）はドイツ語でシードルを指す 。主にグラニースミスやブラムリーのような生食用または調理用のリンゴから製造される 。アルコール度数は4.8～7.0%であり、酸味がある。
リンゴワインは地域によってEbbelwoi、Äppler、Stöffsche、Apfelmost （リンゴ酒）、Viez（ラテン語のviceに由来し、第二のまたは代理ワインの意。洋ナシワインも含む）、saurer Most（酸味のある酒）という名称で知られている。Äpplerという名前は、主に大手の生産者が用いており、レストランや小規模なメーカーでは一般的にSchoppenまたはSchoppe（グラスの分量を示す）と呼ばれている。 
フランクフルトでは、ナナカマド属（Sorbus domestica）の果実を袋詰にして加えることで渋みを加える。このタイプのリンゴワインをSpeierlingと呼ぶ。

## 生産
リンゴワインはリンゴを圧搾して製造する。リンゴのジュースや果汁を酵母とともに発酵させ、一般的には6%程度のアルコール度数の飲料を作る。また、小さな実を付ける固有樹木のSpeierling （Sorbus domestica） またはSpeyerlingの未加工の果汁を加えて製造することも可能である（これらの樹木は野生リンゴと混同しやすく絶滅の危機に瀕している）。
リンゴワインは主にヘッセン州の、特にフランクフルト、ヴェッテラウ郡、オーデンヴァルトといった地域で生産・消費されている（州の代表的な飲料である）。モーゼルフランケン（フランケンのモーゼル川流域）、メルツィヒ（ザールラント）、そして トリーアといった地域や、下部ザール地域やルクセンブルクとの境の地域でも同様である。いくつかの大手メーカーはこれらの地域にあり、伝統的なレシピを使用している小規模または個人のメーカーの多くもここにある。リンゴワインが飲めるレストランがザクセンハウゼン（フランクフルト）に数軒ある。これらの地域では定期的にリンゴワインのコンテストや市場が開かれており、小規模または個人のメーカーも参加している。これらのイベントではリンゴワインの歌が作曲され歌われる。メルツィヒ地域は「Viez Queen」の名を、下部ザール地域は「Viez King」の名を冠する。

## 文化

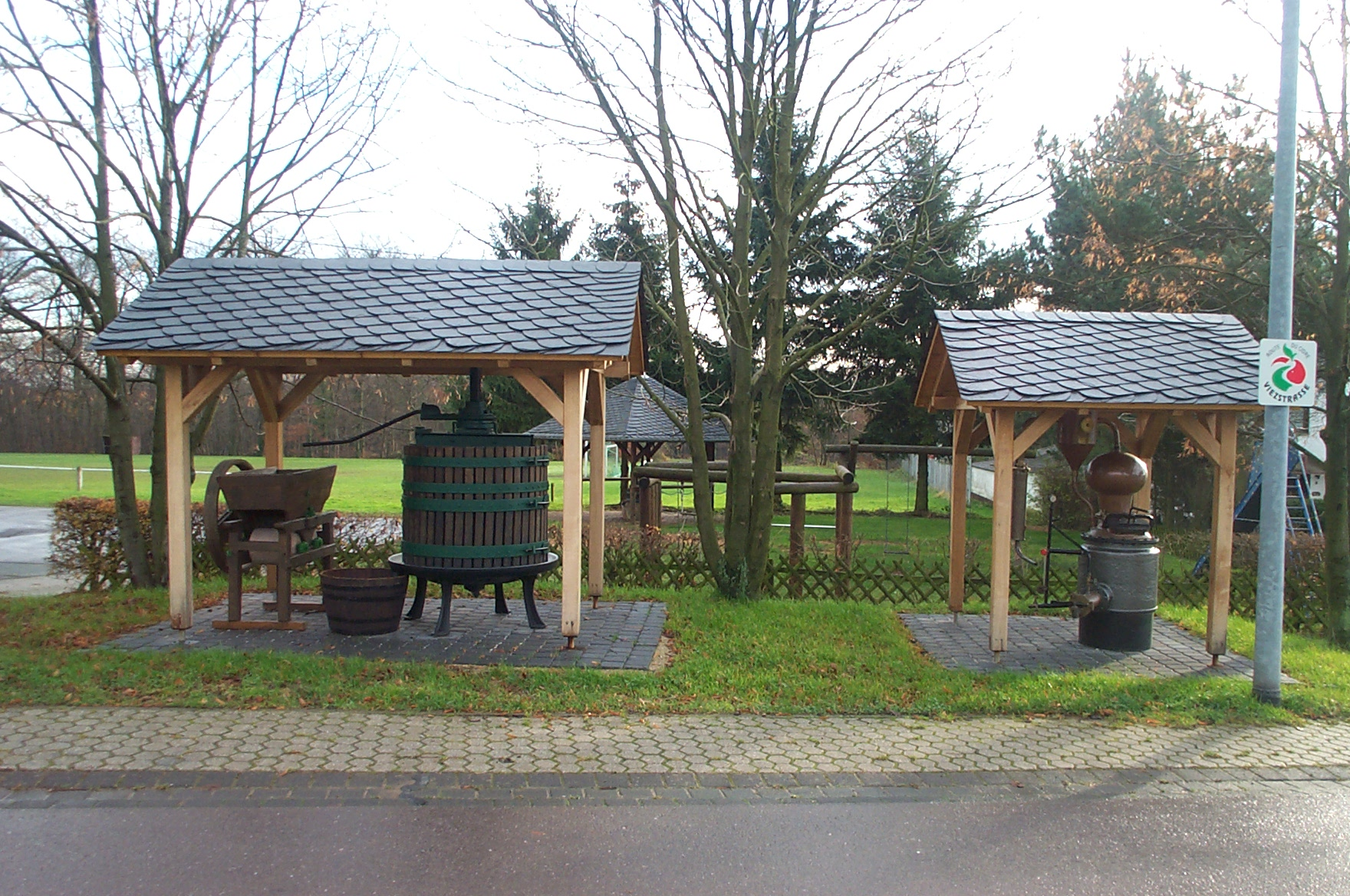
Viezstraßeに沿って展示されているリンゴワイン醸造設備

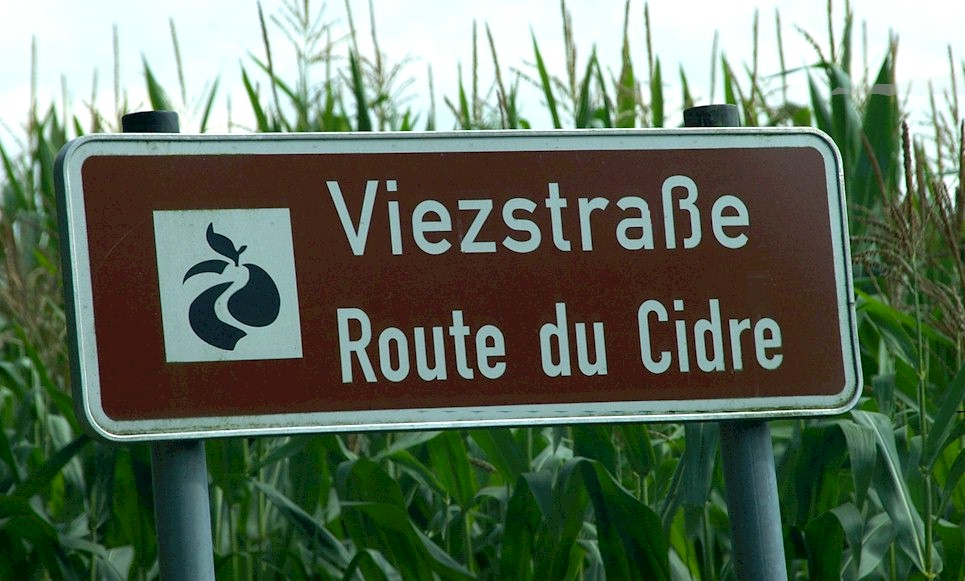
Viezstraßeの道路標識

リンゴワインはゲリプテス（Geripptes、「切子」に近いニュアンス）という専用のグラスに注がれる。このグラスは光を反射するひし形の切り込み模様を外面に有し、これはカトラリーを使わず素手で食事をしていた時代に、食器に設けられたすべり止めの名残りである 。伝統あるリンゴワインの飲めるレストランでは正確に0.30リットルで給される（0.25もしくは0.50リットルのグラスがあるであろうにもかかわらず ）。リンゴワインで満たされたゲリプテスをSchoppenとも呼ばれる。
多くの国でビールがピッチャーで買えるように、ほとんどの場所でリンゴワインはBembel （リンゴワイン専用の水差し）に入って給される。真ん中の膨らんでいるBembel （ソルトグレーズ製法で作られた炻器） は、一般的には灰地で青色の模様が描かれる。アイフェル地方、フンスリュック近辺、モーゼル渓谷周辺、下部ザール一体、トリーアではリンゴワインの容器はViezporzと呼ばれ、それには白色の陶磁器または炻器も含まれる。
ホットリンゴワインは昔から風邪に対する家庭療法や寒い季節に暖を取る飲み物として扱われている。リンゴワインを熱し、シナモンスティックや、可能であればクローブやスライスレモンと共に飲む。
公道のViezルート（Route du Cidre） はザールブルクとルクセンブルクの境を繋ぐ。毎年Viez Festという祭りがメルツィヒで開催されており、日程は毎年10月の第2土曜日である。

## 市販品
ドイツで市販されている瓶詰めリンゴワインの実例
- Heil Eschbacher Traditions Apfelwein
- Höhl Der alte Hochstädter Speyerling Apfelwein
- Kelterei Heil Apfelwein Speierlinge
- Müller Speierling Apfelwein
- Müller Wetterauer Apfelwein
- Possmann Frankfurter Apfelwein
- Possmann Frau Rauscher Speierling
- Rapp's Meisterschoppen Naturtrüb
- Rapp's Wetterauer Gold Apfelwein
- Uhl Apfelwein